# Raphael Schifferl
Raphael Schifferl (* 29. Juli 1999) ist ein österreichischer Fußballspieler.

## Karriere
Schifferl begann seine Karriere beim ATSV Wolfsberg. Zur Saison 2011/12 wechselte er zum Wolfsberger AC. Zur Saison 2013/14 wechselte er in die Akademie des SK Sturm Graz. Zur Saison 2015/16 kehrte er zum WAC zurück, wo er bis 2017 in der Akademie spielte. Zur Saison 2017/18 rückte er in den Kader der Amateure der Kärntner. Sein Debüt für diese in der Regionalliga gab er im September 2017 gegen den FC Gleisdorf 09. In seiner ersten Spielzeit im Erwachsenenbereich kam er zu elf Regionalligaeinsätzen. In der Saison 2018/19 absolvierte er 29 Partien und verpasste somit lediglich ein Saisonspiel. In der Spielzeit 2019/20, die aufgrund der COVID-19-Pandemie im Frühjahr 2020 abgebrochen wurde, kam der Innenverteidiger 14 Mal in der dritthöchsten Spielklasse zum Einsatz. In der ebenfalls abgebrochenen Saison 2020/21 absolvierte er sieben Regionalligapartien.
Zur Saison 2021/22 wechselte Schifferl leihweise zum FK Austria Wien, für dessen zweitklassige Zweitmannschaft er zum Einsatz kommen sollte. Sein Debüt in der 2. Liga gab er im Juli 2021, als er am ersten Spieltag jener Saison gegen den FC Wacker Innsbruck in der Startelf stand. Bis zum Ende der Spielzeit kam er zu 26 Zweitligaeinsätzen für die Violets.
Zur Saison 2022/23 kehrte Schifferl nach Wolfsberg zurück, wo er im Juli 2022 einen bis Juni 2025 laufenden Profivertrag unterschrieb. Für die Kärntner kam er in jener Spielzeit zu 20 Einsätzen in der Bundesliga. Im Juli 2023 wechselte er leihweise nach Deutschland zum Drittligisten SpVgg Unterhaching. Während der Leihe kam er zu 37 Einsätzen in der 3. Liga.
Zur Saison 2024/25 kehrte er nicht mehr nach Wolfsberg zurück, sondern wechselte fest zum deutschen Drittligisten TSV 1860 München.